# Glitter in the Air
«Glitter In The Air» es una canción de la cantante estadounidense Pink desprendida de su quinto álbum Funhouse. Fue elegida como el sexto sencillo del álbum en Estados Unidos y logró debutar en listas muy importantes como Billboard Hot 100 en posiciones muy privilegiadas. La canción fue escrita por Pink y Billy Mann, la canción es una balada pop con acompañamiento de piano. La canción habla acerca del poder del amor y como tener fe, mientras se utilizan varias metáforas. "Glitter in the Air" recibió críticas mixtas, como por ejemplo algunos dijeron que es la mejor interpretación vocal del disco, mientras que otros dijeron que es una balada cliché.
"Glitter in the Air" debutó en el puesto 18 y en el puesto 13 en Estados Unidos y Canadá respectivamente. En Estados Unidos, la canción hizo que Pink por primera vez pueda tener cinco sencillos del mismo álbum en el Billboard 100. La canción fue notoriamente cantada por P!nk en su tour del 2009, Funhouse Tour. Las presentaciones de la canción fueron aclamadas por el público ya que se utilizan medios acrobáticos para su presentación. La canción sigue siendo interpretada por la cantante en su gira actual "The Truth About Love".

## Información
La canción fue interpretada en la ceremonia N.º 52 de los premios Grammys, a la cual el público la ovacionó al terminar. Después de esto la canción logró un gran aumento en sus descargas, lo que hizo que la semana del 20 de febrero la canción debutara en el puesto 18 del Billboard Hot 100 y en el lugar 13 del Canadian Hot 100, países en los cuales solo con su debut ha superado a sencillos anteriores del álbum y también logró que álbum subiera del puesto 61 al 15 en Billboard 200. "Glitter in the Air" es una balada pop, coescrita por Pink y producida por Billy Mann. La canción es musicalmente similar a otra balada del mismo disco Fuhouse, "I Don't Believe You", las dos contienen acompañamientos de piano y cuerdas. De acuerdo a la hoja musical publicada en musicnotes.com por EMI, "Glitter in the Air" está compuesta en Fa mayor, con un tempo musical de 100 por minuto. 
Nekesa Mumbi Moody de la Associated Press comentó que aunque en esta canción no se muestran las verdaderas habilidades vocales de la cantante "su voz es muy potente, llena de dolor y confusión, algo que cualquier persona puede sentir". Rosanne Evan Sawdey de PopMatters dijo que la canción "refleja las simples alegrías de la vida".

## Recepción crítica
Evan Sawdey de PopMatters dijo, "De todas las baladas, "Glitter in the Air" se lleva el postre, la canción no exagera ni trata de tomar ventaja de la letra, hay que pensar en una canción de Jason Robert Brown. Es es el momento más dulce del disco, porque es la última canción menos compleja". Craig Emonds del The South End mencionó que "cada canción tiene potencial, [...] La voz de P!nk son fuertes y hay algo especial en la balada "Glitter in the Air".

## Posicionamiento
| Listas            | Posiciones |
| ----------------- | ---------- |
| Billboard Hot 100 | 18         |
| Canadian Hot 100  | 13         |